# Indigofera leptoclada
Espèce
Indigofera leptoclada est une espèce de plantes à fleurs de la famille des Fabaceae et du genre Indigofera, présente en Afrique tropicale où elle est utilisée en médecine traditionnelle.